# Validator
Ein Validator ist ein Computerprogramm, das die syntaktische Korrektheit eines Dokuments überprüft. Der Begriff wird häufig mit Bezug auf Auszeichnungssprachen verwendet. Konkrete Validatoren können beispielsweise die Syntax von HTML-Dokumenten oder die Übereinstimmung eines XML-Dokumentes mit einem XML Schema überprüfen.

## Arten von Validatoren
Grundsätzlich lassen sich zwei Arten von Validatoren unterscheiden:
- Validatoren für einen Standard (z. B. HTML-Validator)
- Validatoren, die durch ein Schema gesteuert werden

Im Falle von XML werden die beiden Validierungsarten unterschieden. Im ersten Fall (Test gegen den XML-Standard) wird von Wohlgeformtheit gesprochen und im zweiten Fall (Test gegen ein Schema) von Validierung.
In der Praxis sollte ein Validator nicht nur erkennen, falls ein Dokument nicht valide ist, das heißt einem Standard oder Schema nicht entspricht, sondern auch auf mögliche Ursachen hinweisen. Validatoren können auch dafür eingesetzt werden, lediglich auf mögliche Fehler hinzuweisen, zum Beispiel im Falle einer automatischen Rechtschreibprüfung. Wie dieses Beispiel zeigt, kann es auch vorkommen, dass ein Validator nicht den vollen Standard (hier: die Regeln der deutschen Sprache) abdeckt, sondern nur einige Fehler erkennt.